# Movimiento Popular Democrático
Das Movimiento Popular Democrático (MPD) ist eine revolutionäre kommunistische Partei mit marxistisch-leninistischer bzw. maoistischer Ausrichtung in Ecuador, die sich 1978 von der Partido Comunista Marxista Leninista del Ecuador abspaltete. Sie unterhält enge Beziehungen zur Juventud Revolucionaria del Ecuador und zur Lehrergewerkschaft Unión Nacional de Educadores. Ihre Abgeordneten sitzen in einer Vielzahl von Parlamenten Ecuadors auf verschiedenen Ebenen. Außerdem stellt sie 2 Präfekte (Lucía Sosa in Esmeraldas und Diego Ormaza in Cañar) und eine Reihe Bürgermeister. Die Provinz Esmeraldas ist eine traditionelle Hochburg der Partei. Von hier stammte der 1999 ermordete Präsidentschaftskandidat und ehemalige Parlamentsabgeordnete der Partei, Jaime Hurtado.
Die Partei hatte drei Sitze in der Verfassunggebenden Versammlung 2007/08; ihre Abgeordneten unterstützten die neue Verfassung. Bei den Wahlen zum Nationalkongress 2006 hatte sie ebenfalls drei Sitze erhalten, jeweils einen für die Provinzen Esmeraldas, Pichincha und Pastaza. Ihr Vorsitzender und Präsidentschaftskandidat Luis Alfredo Villacís erhielt bei den gleichzeitigen Präsidentschaftswahlen 1,33 Prozent der Stimmen, und erreichte damit als neuntplatzierter des ersten Wahlgangs nicht die Stichwahl.
Bei den Wahlen zur Nationalversammlung 2009 konnte sich die MPD 5 Sitze sichern. Dort bildet sie zusammen mit Pachakutik und einigen anderen die der Regierung nahestehende Fraktion Alianza Progresista.